# مسک (بابل)
مسک ، روستایی از توابع بخش بندپی غربی شهرستان بابل در استان مازندران ایران است.

## جمعیت
این روستا در دهستان خوش‌رود قرار دارد و براساس سرشماری مرکز آمار ایران در سال ۱۳۸۵، جمعیت آن ۷۰ نفر (۱۸خانوار) بوده‌است.